# Walt Hopkins
Pour les articles homonymes, voir Hopkins.
Walt Hopkins est un entraîneur américain de basket-ball né le 30 juillet 1985.

## Biographie
Il étudie successivement à l'Université du Nevada à Reno, l'Université Harvard et l'Université de Californie à Berkeley
À Berkeley, il travaille de manière académique pour les athlètes. En 2013, il est chargé du développement des joueuses WNBA du Shock de Tulsa. Il devient entraîneur assistant des Wolverines d'Utah Valley de 2013 à 2014. Il rejoint la franchise WNBA du Lynx du Minnesota comme entraîneur assistant en 2017, quand le Lynx remporte le titre 2017.
En 2020, le nouveau propriétaire du Liberty de New York Joseph Tsai remplace Katie Smith à la tête de l'équipe, qui joue au Barclays Center à Brooklyn. En décembre 2021, il est remercié après une première saison avec 2 succès pour 20 revers et une seconde de 12 succès pour 20 revers et une élimination au premier tour des play-offs.
En septembre 2020, il est engagé comme entraîneur de l'équipe nationale féminine d'Allemagne.